# عسل‌خوار سومبا
عسل‌خوار سومبا (نام علمی: Myzomela dammermani) نام یک گونه از سرده عسل‌خوارهای کوتوله است.